# Cephalopterus penduliger
Cephalopterus penduliger là một loài chim trong họ Cotingidae.

## Hình ảnh

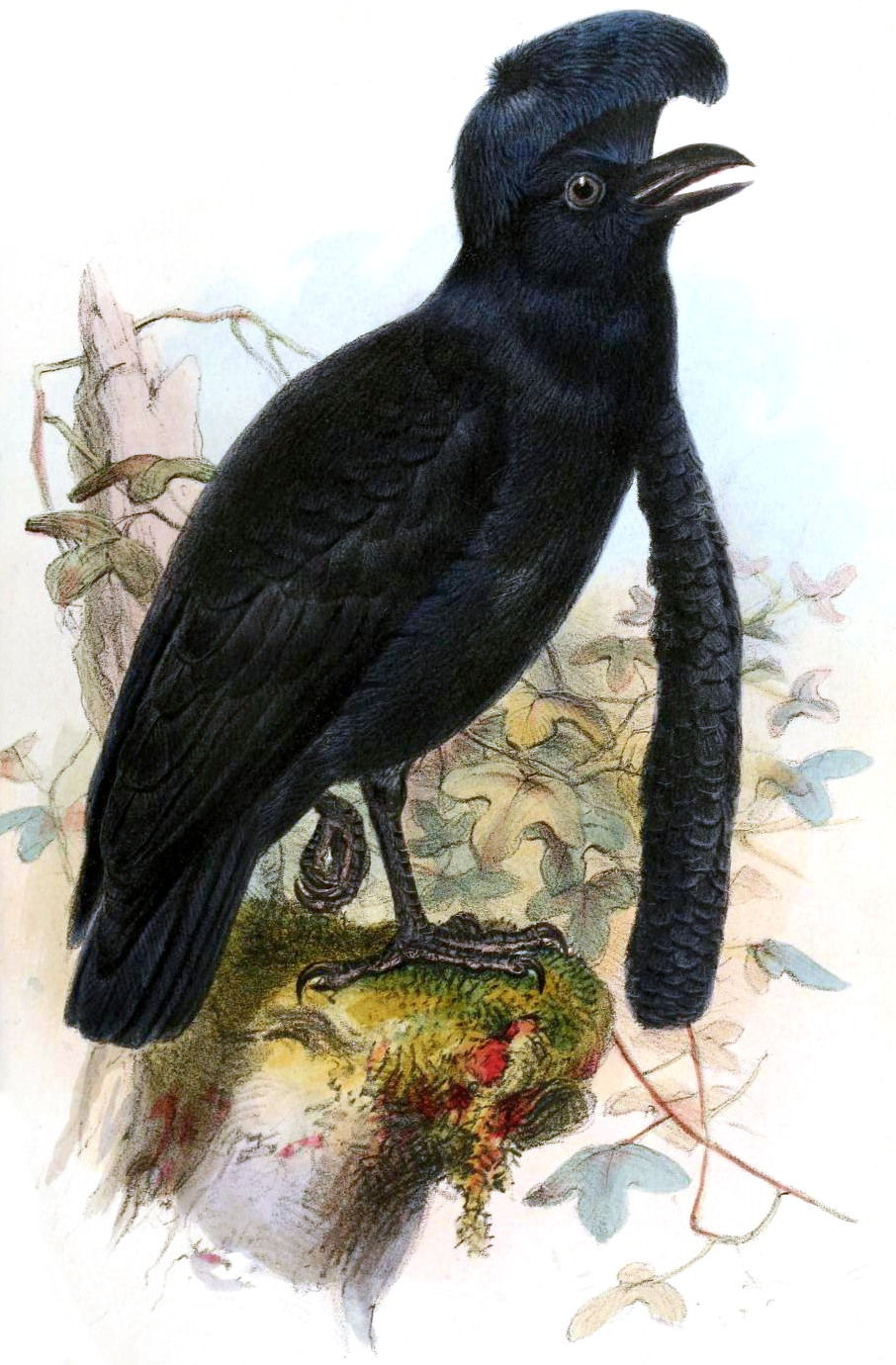
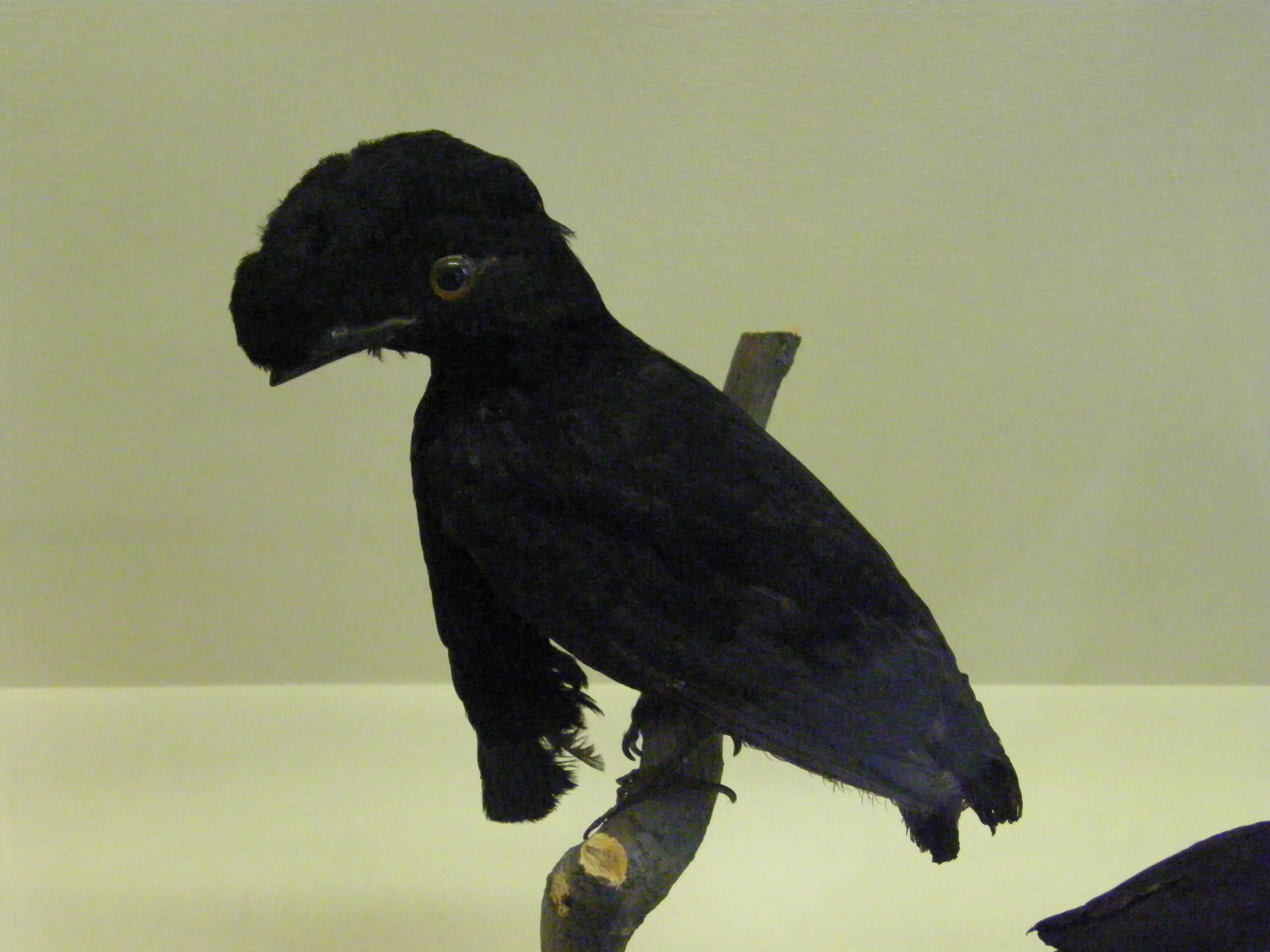